# Knut Ier de Suède
Pour les articles homonymes, voir Knut.
Knut Eriksson est roi de Suède de 1167 environ à sa mort, à l'automne 1195 ou le 8 avril 1196

## Biographie

### Origine
Knut Eriksson est le fils de saint Éric (Erik Jedvardsson) et de la reine Christine Björnsdotter. Knut naît au plus tard au cours de la décennie 1140, cependant avant que son père n'ait pris le pouvoir sur une partie de la Suède. Jeune homme, il est fiancé à la sœur d'un autre Knut. Son nom est inconnu mais on suppose qu'elle est originaire du pays. Quand Eric IX est tué à Uppsala en 1160, Knut est vaincu et contraint à s'enfuir, pendant que sa fiancée entre dans un monastère pour assurer sa sauvegarde. Selon une source de la fin du Moyen Âge, il vit en exil dans le royaume de Norvège pendant trois ans, une information qui est invérifiable. Il revient ensuite en Suède pour réclamer le trône. Le meurtrier de son père, Magnus Henriksson, a été tué en 1161 par un autre prétendant, Karl Sverkerson, qui occupe le trône et réside au château de Näs au sud de Visingsö, une île du lac Vättern. Knut arrive sur place et tue Karl le 12 avril 1167. Les sources ne précisent pas s'il s'agit d'un régicide où si le roi Karl Sverkerson périt lors d'un combat. En tout état de cause, Knut doit lutter pour s'assurer le trône et combattre contre les fils et petit-fils de Sverker l'Ancien, Kol et Burislev. Comme la Chronique le précise, « il doit combattre au cours de nombreuses batailles en Suède et n'obtient la victoire sur eux tous qu'après de grands efforts pour assurer la paix  en Suède ». Selon des sources postérieures, Kol tombe au combat en 1169, pendant que Burislev disparaît vers 1172-1173  apparemment lors d'un combat à  Bjälbo en Östergötland. C'est seulement alors que Knut peut se nommer lui-même roi de l'ensemble du pays. D'après la courte chronique  annexée à la  Västgötalagen, il règne comme un bon roi pendant 23 ans après ses victoires.

### Règne
Après avoir vaincu ces prétendants, il règne paisiblement seul, encourageant l’agriculture et fondant des monastères. Après 1175, Knut est  habilement soutenu dans son gouvernement par le Jarl Birger Brosa qui ne meurt qu'en 1202. Au cours de son long règne, Knut intègre le royaume de Suède dans le concert des états catholiques européens. Le pouvoir du roi est consolidé concomitamment avec l'émergence d'une bureaucratie où les écrits prennent de plus en plus d'importance. La suite de l’émission de diplômes royaux commence à cette époque ; neuf ont été conservés, principalement des contrats relatifs aux affaires du monastère de Viby à Sigtuna. Jusqu'alors, il n'y avait eu aucun monnayage émis en Suède entre 1030 et 1150, avant que les émissions de recommencent à  Lödöse. Le roi Knut soutient ces initiatives et émet des monnaies royales après 1180 avec les inscriptions « KANVTVS REX ou KANVTVS ». Les pièces sont de type germanique, en connexion avec les relations que Knut développe avec l'Allemagne du Nord. Peu de temps avant 1180, il conclut un traité avec Henri le Lion de Saxe. C'est le premier traité de l'histoire de la Suède qui indique l'émergence de villes. Il envoie trois émissaires au roi Henri II d'Angleterre vers 1185 et reçoit en retour des pièces d'amure.

### Relations internationales
Knut doit également lutter contre les pirates de la Baltique qui faisaient de fréquentes incursions en Suède. En 1187, des Estoniens font même un raid sur Uppsala au cours duquel périt l'archevêque Johannes et le roi fait édifier un fort sur l’emplacement de la future cité de Stockholm pour renforcer la défense de la côte contre les agressions des Baltes. D'autres tours sont édifiées à Skå, Stegeborg, Stenså, Kalmar, Strömsrum et Borgholm. Immédiatement après l'attaque, une expédition maritime de représailles est organisée. Les Chroniques de Novgorod notent que les Varyags et les « Germains » de Gotland attaquent leur territoire 1188. Les assaillants nordiques remportent la victoire à Khoruzhka et Novotorzhek et hivernent sur place. Au printemps suivant, ils sont cependant défait par les  Novgorodiens. Birger Brosa semble avoir dirigé une autre flotte de Germains et d'Hommes de Gotland à travers la mer Baltique au cours de la décennie 1190 - avant ou après la mort de Knut. L'expédition avait pour but la Courlande mais elle est détournée vers la côte est de la côte est de l'Estonie où les habitants sont vaincus et contraints à payer tribut
La fin du règne de Knut, inhabituellement long et paisible pour l’époque, est marqué aussi à l'extérieur par le soutien qu’il apporte, à l’instar du Jarl Birger Brosa de la famille des Folkungar, au prétendant Sverre Sigurdsson en Norvège, ce dernier épouse en 1185 en secondes noces sa sœur Marguerite (Margareta). Son règne est marqué par les premiers rapports commerciaux entre la Suède et les ports que les Allemands venaient de fonder sur la côte Baltique. Outre l'accord conclu avec Henri le Lion, un traité est aussi signé avec la ville de Lübeck vers 1175/1180.

### Mort et succession
Le roi meurt en 1195 ou 1196 à Eriksberg dans le Västergötland. Bien qu’il laisse quatre fils de Cécile Johannsdotter, Sverker II Karlsson, le fils de son prédécesseur, lui succède cette fois sans contestation. Selon une tradition hagiographique d'une piété ardente, ce prince se serait fait recevoir dans l’ordre de Cîteaux pour mourir avec l’habit religieux. La légende rapporte que c'est pour se repentir du meurtre de Karl qu'il aurait désigné le fils de ce dernier comme successeur. Il est inhumé dans l'abbaye de Varnhem.

### Postérité
Il se marie vers 1160 avec une épouse identifiée traditionnellement avec Cecilia Johansdotter, une fille du prince Johan Sverkersson l'Ancien dont :
- trois fils anonymes tués le 15 novembre 1205 lors de bataille d'Älgarås sur ordre du roi Sverker II ;
- Erik Knutsson, roi de Suède.

## Sources
- Ingvar Andersson, Histoire de la Suède… des origines à nos jours, Éditions Horvath, Roanne, 1973
- (en) Philip Line, Kingship and state formation in Sweden, 1130-1290, Library of Congres, 2007  (ISBN 9789004155787).
- Lucien Musset, Les Peuples scandinaves au Moyen Âge, Paris, Presses universitaires de France, 1951, 342 p., in-8o (OCLC 3005644)
- Ragnar Svanström et Carl Fredrik Palmstierna, Histoire de Suède, Stock, Paris (1944)
- (sv) Hans Gillingstam, Svenskt biografiskt lexikon Knut Eriksson
- (sv) Dick Harrison, Sveriges historia 600-1350, Stockholm, Norstedts, 2009.
- (sv) Lars O. Lagerqvist, Åberg Nils. Kings and Rulers of Sweden, Vincent Publications, 2002  (ISBN 91-87064-35-9).
- (sv) Inger Larsson, Inger. Svenska medeltidsbrev; framväxten av ett offentligt skriftspråk, Stockholm, Norstedts  (ISBN 91-1-301125-1).
- (sv) Mat G. Larsson, Mats G., Götarnas riken; Upptäcktsfärder till Sveriges enande. Stockholm: Atlantis, 2002.
- (sv) Bengt Liljegren,Rulers of Sweden. Historiska Media, 2004  (ISBN 91-85057-63-0).
- (sv) Ulf Sundberg,  Medeltidens svenska krig. Stockholm: Hjalmarson & Högberg, 1999  (ISBN 91-89080-26-2).